# أوكوتة بيضوية الثمار
الأوكوتة البيضوية الثمار (الاسم العلمي:Ocotea oocarpa) هي نوع من النباتات تتبع جنس الأوكوتة من الفصيلة الغارية.